# 폴라 레인
폴라 레인(Paula Lane, 1986년 4월 17일 ~ )은 잉글랜드의 배우이다.